# هولیگانیسم فوتبالی

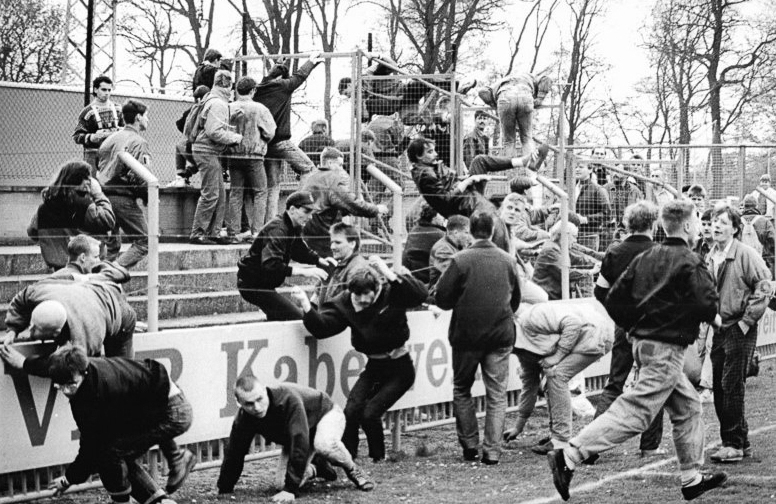
هواداران لوکوموتیو لایپزیک در سال ۱۹۹۰

به رفتارهای ناهنجار و تخریب‌گرانه هواداران فوتبال مانند درگیری و نزاع خیابانی، وندالیسم و ارعاب؛ آشوب‌گری، اوباش‌گری یا هولیگانیسم فوتبالی (به انگلیسی: Football hooliganism) می‌گویند. این رفتار جامعه‌ستیزی تلقی می‌شود. هولیگان‌ها معمولاً پیش یا پس از بازی به درگیری با هواداران تیم حریف می‌پردازند. خشونت هولیگان‌ها ممکن است تحت تأثیر نژادپرستی هم قرار داشته‌باشد. هولیگانیسم فوتبالی معمولاً به صورت گروهی رخ می‌دهد و ممکن است در میان آشوبگران، افرادی که هوادار تیم یا ورزشی هم نیستند؛ همراهی داشته باشند. (یادگیری اجتماعی)

## هولیگانیسم فوتبالی در ایران

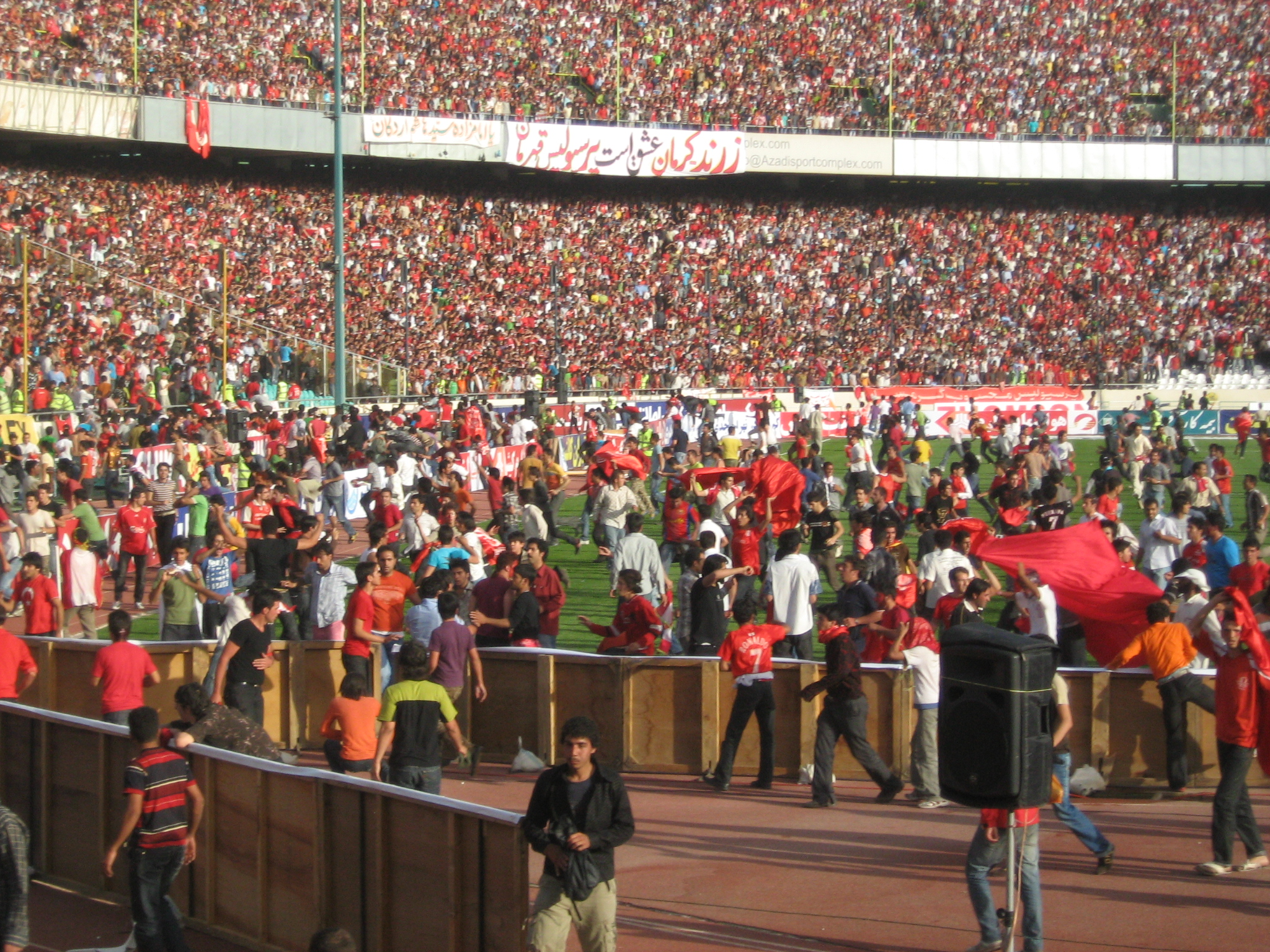
واردشدن هواداران پرسپولیس به زمین چمن ورزشگاه آزادی تهران پس از قهرمانی در لیگ برتر ۸۷–۸۶

هولیگانیسم در فوتبال ایران هم وجود دارد. در ایران به افراد هولیگان اصطلاحاً «تماشاگرنما» گفته‌می‌شود.
عمده رفتارهای ناهنجار هولیگان‌ها در ایران؛ شامل دشنام‌گویی دسته‌جمعی به افراد مختلف یا تیم مقابل در ورزشگاه، انفجار مواد محترقه در ورزشگاه، کندن و آتش زدن صندلی‌های ورزشگاه و آسیب‌رسانی به ناوگان حمل و نقل به ویژه اتوبوس‌ها (وندالیسم) می‌باشد. هولیگان‌های ایرانی درگیری نیز انجام می‌دهند. شماری از این درگیری‌ها به زخمی‌شدن و قتل منجر شده‌است.
در بازی سپاهان و پرسپولیس در لیگ برتر فوتبال ایران ۸۷-۸۶ در اصفهان، بر اثر پرتاب مواد محترقه یک سرباز وظیفه نیروی انتظامی به سختی مجروح شد و بینایی خود را از دست داد. شهرآورد تهران که مهمترین بازی باشگاهی فوتبال در ایران است، همواره تحت تدابیر امنیتی شدید برگزار می‌شود.
در سال ۱۳۹۸ و در حاشیه بازی استقلال و تراکتور عده‌ای از هواداران جدایی طلب تراکتور با حمل پرچم کشورهای همسایه و سر دادن شعارهای جدایی طلبانه،افکار عمومی را متشنج کردند.  علی دایی اسطوره فوتبال کشورمان در پستی اینستاگرامی در بابت همین اتفاق نوشت:《همه جای ایران سرای من است به ایرانی بودن خودمان افتخار می‌کنیم و اجازه ندهیم شعار تجزیه طلبان در استادیوم ها باب شود.》
این موضوع نه اولین حضور قومیتگرایان در ورزشگاه یادگار امام تبریز و نه اولین اعتراض علی دایی به این موضوع بود،وی پیش تر و در زمان سرمربیگری در تیم پرسپولیس نیز در کنفرانس مطبوعاتی بعد از بازی با تراکتور گفته بود "یک عده افرادی هستند که اصلا برای فوتبال نمی‌آیند،اینجا ایرانه،فراموش نکنید آذربایجان مال ایرانه".